# Xolalgidae
Xolalgidae  (лат.) — семейство перьевых клещей (Analgoidea) из отряда Astigmata. Встречаются повсеместно. 
Семейство Xolalgidae включает в себя около 20 родов и 50 видов клещей, которые обнаруживаются в перьях разнообразных околоводных и наземных птиц, в основном из отряда Passeriformes. Вид Ingrassia eudyptula Mironov & Proctor, 2008 ассоциирован с малыми пингвинами (Eudyptula minor, Sphenisciformes). Покровы тела слабо хитинизированы. Самцы отличаются сильно развитыми ногами IV пары (первые три пары ног примерно одинаковые по размеру).

## Систематика
Впервые группа Xolalgidae было выделена в 1953 году и описано в качестве трибы Xolalgidi в составе подсемейства Analgesinae. 3 подсемейства, около 50 видов и 20 родов. 
- Ingrassiinae
  - Analloptes Trouessart, 1885
  - Dubininia Vassilev, 1958
  - Fainalges Gaud & Berla, 1964[7]
  - Glaucalges Gaud, 1980
  - Gymnalloptes Gaud, 1968
  - Hartingiella J. Gaud, 1980
  - Ingrassia Oudemans, 1905[4]
    - Ingrassia calonectris, Ingrassia micronota

  - Leptosphyra Hull, 1934
  - Metingrassia Gaud, 1974
  - Mycterialges J. Gaud & W. T. Atyeo, 1981
  - Opetiopoda J. Gaud & W. T. Atyeo, 1981
    - Opetiopoda bulweriae

  - Protonyssus Trouessart, 1916
  - Pteralloptes Trouessart, 1885
  - Tectingrassia Gaud, 1972
  - Vingrassia  Vasyukova & Mironov, 1991
- Xolalginae
  - Ingrassiella Dubinin, 1949
  - Tucanalges J. Gaud & W. T. Atyeo, 1981
  - Xolalges Trouessart, 1885
  - Xolalgoides Gaud, 1979
- Zumptiinae
  - Beaucournuella  Gaud, 1974
  - Cryptosikya Gaud, 1961
  - Dogielacarus  Dubinin, 1949
  - Parazumptia Atyeo & Peterson, 1976[8]
  - Zumptia Gaud & Mouchet, 1959[8]